# Mostek (osada leśna w województwie podlaskim)
Mostek – osada leśna (gajówka) w Polsce położona w województwie podlaskim, w powiecie białostockim, w gminie Wasilków.
W latach 1975–1998 miejscowość administracyjnie należała do województwa białostockiego.